# Вольфганг Гессенский
Вольфганг Мориц Гессенский (нем. Wolfgang Moritz von Hessen; 6 ноября 1896, Оффенбах-ам-Майн — 12 июля 1989, Франкфурт-на-Майне) — немецкий принц из Гессенского дома. Наследный принц Финляндии в 1918 году.

## Биография
Четвёртый сын принца Фридриха Карла Гессен-Кассельского, короля Финляндии (1918) и главы Гессенского дома (1925—1940), и принцессы Маргариты Прусской. Вольфганг Мориц был младшим братом-близнецом принца Филиппа Гессенского (1896—1980). Его дядей по материнской линии был последний германский император Вильгельм II. Его семья ласково называла «Боги».
Он получил космополитическое образование, которому его учили гувернантки и наставники разных национальностей. В дополнение к немецкому языку он выучил английский, которым овладел в совершенстве. Будучи подростком, принц покинул семью, чтобы учиться в Военной академии Лихтерфельде в Берлине. Как и большинству членов его семьи, принцу было суждено пойти в армию. Как он позже рассказал в своих мемуарах, принц действительно подвергался сексуальным домогательствам со стороны одного из своих наставников и видел в академии побег от домогательств, которым он подвергался.
В детстве Вольфганг и его братья часто ездили в Великобританию. Семья была в Великобритании, когда началась Первая мировая война. Вернувшись в Германию в конце июля 1914 года, он немедленно был мобилизован в 6-й уланский  полк вместе со своим братом Фридрихом Вильгельмом (1893—1916). Он участвовал в боевых действия во Франции, Сербии, Македонии и Румынии. Он был отстранён от службы своим дядей, кайзером Вильгельмом II, после смерти двух старших братьев: Фридриха Вильгельма и Максимилиана (1894—1914). Затем Вольфганг провел последние годы войны в штабе фельдмаршала Августа фон Макензена.
9 октября 1918 года принц Фридрих Карл Гессен-Кассельский был избран королём Финляндии. Финляндия (Великое княжество Финляндское) до 1918 года находилось в состав Российской империи. Последний российский император Николай II (двоюродный брат Фридриха Гессен-Кассельского) одновременно являлся великим князем Финляндским. Но уже 14 декабря 1918 года Фридрих Карл Гессен-Кассельский вынужден был отречься от королевского трона.
Вольфганг Гессенский был назначен наследником своего отца, объявленного королём Финляндии. Его старший брат-близнец Филипп Гессенский в это время проходил военную службу и участвовал в Первой мировой войне. К тому же, Филипп был наследником своего отца в Гессене, поэтому наследником финского трона стал Вольфганг. Он сопровождал своего отца в 1918 году во время поездки в Финляндию.
В начале 1920-х годов Вольфганг, под псевдонимом Вольфганг Вильдхоф он прошёл двухлетнюю стажировку в компании MM Warburg & Co. в Гамбурге. Под защитой её директора, еврейского банкира Макса Варбурга, он спасся от гиперинфляции, поработав три месяца в филиале банка в Нью-Йорке.
Когда он вернулся в Германию, Вольфганг работал в торгово-промышленной палате в Висбадене. В 1933 году при содействии Германа Геринга (близким другом которого был его близнец Филипп Гессенский), Вольфганг получил должность ландрата в районе Обертаунускрайс в земле Гессен. Вольфганг Гессенский записался в члены СА. Дослужился до чина майора в немецкой армии. Во время Второй мировой войны он в течение трёх лет служил в немецких войсках в Финской Лапландии, получив награду от маршала Маннергейма орден Креста Свободы 3-го класса.
29 марта 1945 года американские войска заняли Фридрихсхоф был тогда частично занят. До прибытия американских солдат семья Гессенов позаботилась о том, чтобы компрометирующие документы исчезли, например, политические книги из их библиотеки. Они также спрятали часть своего имущества, и в частности семейные драгоценности, которые Вольфганг позаботился вывести из банка, где они хранились, и спрятать в подвале замка. Несмотря на попытки спасти драгоценности, американские войска совершили множество краж в замке. Многие вещи были украдены, а подвалы разграблены. Только 10 процентов украденных предметов были возвращены семье в 1951 году.
12 апреля того же года, американские солдаты арестовали Вольфганга, а его семья была выслана из Фридрихсхофа. Затем принц был заключен в различные лагеря для интернированых. Вольфганг был освобожден 6 ноября 1946 года. Тем не менее он подвергся денацификации в июне 1948 года.
После освобождения от всех судебных разбирательств Вольфганг и его брат Филипп взяли на себя управление семейным Фондом Гессенского курфюршеского дома (нем. Kurhessische Hausstiftung). Вольфганг занимался финансовыми вопросами, а его старший брат заботился о сохранении художественного наследия. Именно Вольфгангу пришла в голову идея превратить Фридрихсоф в роскошный отель после его реставрации в 1953 году. В том же духе принц превратил свою резиденцию в самый роскошный отель во Франкфурте.
В последние годы жизни Вольфганг Гессенский был последним здравствовавшим правнуком королевы Великобритании Виктории (1819—1901).

## Личная жизнь
В декабре 1921 году, баронесса Лилли фон Хеемстра безуспешно пыталась закрутить с Вольфгангом роман. Позже, во время его пребывания в Соединенных Штатах, пресса заподозрила его в том, что он отправился в Америку, чтобы найти богатую спутницу жизни.
17 сентября 1924 года он женился на принцессе Марии Александре Баденской (1902—1944), дочери принца Максимилиана Баденского и принцессы Марии Луизы Ганноверской. Детей у них не было. 29 января 1944 года Мария Баденская погибла во время авиационного налета на Франкфурт-на-Майне. В 1948 году вторично женился морганатическим браком на Оттилии Меллер (1903—1991), от брака с которой также не имел детей. Вольфганг Гессенсий усыновил своего племянника Карла Адольфа Гессенского (1937—2022), старшего сына своего младшего брата Кристофа, погибшего в авиакатастрофе в 1943 году.